# Špania dolina
Špania dolina (polsky Dolina Szpania) je nevelká východní větev Tiché doliny ve Vysokých Tatrách. Nachází se mezi jihozápadními a severozápadního rameny Veľké kopy.

## Název
Název údolí dali horníci ze Španie Doliny u Banské Bystrice. V roce 1546 převzal stát fugerovské a thurzovské doly a ty se dostaly pod společnou správu s komorními majetky v Liptovském Hrádku, ke kterým patřila i Tichá dolina. V údolí a podkrivánské oblasti těžili báňští mistři a havíři z bystrické oblasti a pojmenování jim připomínalo jejich rodný kraj a obec.

## Polohopis
Na jihu, od doliny Kôprovnica, ji dělí západní hřeben Veľké kopy (2053 m n. m.) a rozložitý štít v bočním západním rameni Velké kopy Velká Brdárova grapa (grapa = neúrodná kamenitá půda) (1859 m n. m.). Od horního patra Tiché doliny a malých, z Velké kopy vybíhajících dolinek, je na západ Magurský žlab (mezi rameny Malé Licierovy Magury).
Dolinou protéká potok Špania voda, který ústí do Tichého potoka. Dolina není přístupná pro turisty, protože se nachází v přísně chráněné rezervaci TANAPu.